# Vendesløjfe
En vendesløjfe er en måde at vende busser, sporvogne og tog ved endestationen, idet disse ved ankomsten kører rundt for at køre tilbage i den retning, de er kommet fra. Et vendesløjfe kan være et særligt anlæg i sig selv, men der kan også køres gennem flere gader, evt. med ekstra stoppesteder undervejs.
Vendesløjfer er udbredte ved sporveje, da de muliggør brug af enretningsvogne, dvs. vogne der kun har en vognstyrerplads i den ene ende. Ved toretningsvogne bliver driften hurtigere, idet vognstyreren ikke skal skifte plads, mens man ved kørsel med bivogne slipper for rangering. For trolleybusser og busser i almindelig linietrafik er vendesløjfer uundværlige, om end disse dog også kan benytte rundkørsler og busterminaler, når de skal vende.
Nogle jernbaner har også vendesløjfer, men de er sjældne, da de større mindsteradier for hoved- og sidebaner kræver meget plads. Et eksempel finder man dog hos S-Bahn Stuttgart, hvor en vendesløjfe er anlagt fuldstændig i tunnel sydvest for Bahnhof Schwabstraße. Den var nødvendig for at skaffe en effektiv vending af togene ved Schwabstraße. Vendesløjfen har en radius på 190 m, kan gennemkøres med 50 km/t og har et overhalingsspor langt nok til et tog. Andre eksempler finder man i Stiege på Selketalbahn, ved flere endestationer på Paris Metro og hos Københavns Metros Kontrol- og Vedligeholdelsescenter på Vestamager. Også de tidligere Talgo-tog i Spanien og USA benyttede vendesløjfer, da de var lavet som enretningskøretøjer.
I en række tilfælde fungerer vendesløfer som del af et trafikknudepunkt, bl.a. fordi de i sig kræver en del plads, der så også kan udnyttes til andre ting. Det kan f.eks. være kombinerede perroner med andre transportmidler, Kiss and Ride-anlæg eller adgang til transportmidler på andre niveauer, f.eks. tunnelbaner.
Vendesløjfer forekommer også på en del modeljernbaneanlæg, idet de gør det muligt at vende hele tog uden tidskrævende rangering. Det er ikke mindst praktisk ved anlæg lavet til udstillingsbrug og lignende, hvor togene skal kunne køre rundt uden konstant opsyn.